# Курганская государственная сельскохозяйственная академия
Федеральное государственное бюджетное образовательное учреждение высшего образования «Курганская государственная сельскохозяйственная академия им. Т. С. Мальцева» (ФГБОУ ВО «Курганская ГСХА») — высшее учебное заведение Курганской области по подготовке специалистов сельскохозяйственного производства; расположено в пригороде Кургана, в селе Лесниково Кетовского муниципального округа (сельхозакадемия).
11 августа 2022 года принято решение о реорганизации ФГБОУ ВО «Курганская ГСХА» в форме присоединения к ФГБОУ ВО «Курганский государственный университет».

## История
Сельскохозяйственная академия расположилась в 18 километрах от города Кургана, на берегу реки Тобол. В 1941 году в Курган был эвакуирован Полтавский сельскохозяйственный институт. Согласно постановлению Совета Народных Комиссаров СССР от 31 января 1944 года на его базе был создан Курганский сельскохозяйственный институт. Учебное заведение немедленно приступило к подготовке специалистов для сельского хозяйства страны не прерывая учебного процесса. Изначально работало только два факультета: агрономический и зоотехнический где обучались около 100 человек, а первый выпуск составил 13 специалистов; учебные корпуса были расположены на ул. Куйбышева и Советской.
Большую работу по подготовке  кадров для села проводит факультет заочного обучения, который был образован в 1949 году.
Развитие института началось с 1962 года, когда было принято правительственное решение о строительстве крупного сельскохозяйственного вузовского комплекса на новой базе в с. Лесниково.
В 1994 году институт был преобразован в Курганскую государственную сельскохозяйственную академию, а в 1995 году ей присвоено имя ученого, народного академика, Дважды Героя Социалистического Труда Терентия Семёновича Мальцева.
В соответствии с приказом Министерства науки и высшего образования Российской Федерации № 753 от 11 августа 2022 года принято решение о реорганизации ФГБОУ ВО «Курганская ГСХА» в форме присоединения к ФГБОУ ВО «Курганский государственный университет».
В ФГБОУ ВО «Курганская ГСХА» было 5 учебных корпусов, 7 студенческих общежитий, Дворец культуры, на территории академии построен храм Преподобного Сергия Радонежского.

## Факультеты
- Агрономический (декан - Сажина, Светлана Владимировна)
- Биотехнологии (декан - Морозова, Лариса Анатольевна)
- Инженерный (декан - Овчинников, Дмитрий Николаевич)
- Экономический (декан - Мухина, Елена Геннадьевна)

## Филиалы
- Петуховский техникум механизации и электрификации сельского хозяйства (директор — Дроздецкий Алексей Николаевич)
- Куртамышский сельскохозяйственный техникум (директор — Цибирев Сергей Александрович)
- Чашинский государственный аграрно-технологический колледж (директор — Безбородова Наталья Александровна)

## Ректор
- Николай Максимович Малышев (1944—1952)
- Николай Фомич Бугаев (1952—1964)
- Иван Рафаилович Кун (1964—1984)
- Виктор Дмитриевич Павлов (1984—2008)
- Павел Ефимович Подгорбунских (2008—2016)
- генерал-майор ФСБ Владимир Юриевич Левитский (2016—2019)
- врио Роман Владимирович Скиндерев (май—сентябрь 2019)
- Владимир Геннадьевич Чумаков (октябрь 2020 — май 2022; врио — с 27 сентября 2019 — октябрь 2020)
- врио Олег Владимирович Филистеев (с  мая 2022)

## Выпускники
Основная категория: Выпускники Курганской государственной сельскохозяйственной академии

## Награды
- Почётная грамота Курганской областной Думы, февраль 2019 года[2]